# ヴィオロンチェロ・ダ・スパッラ

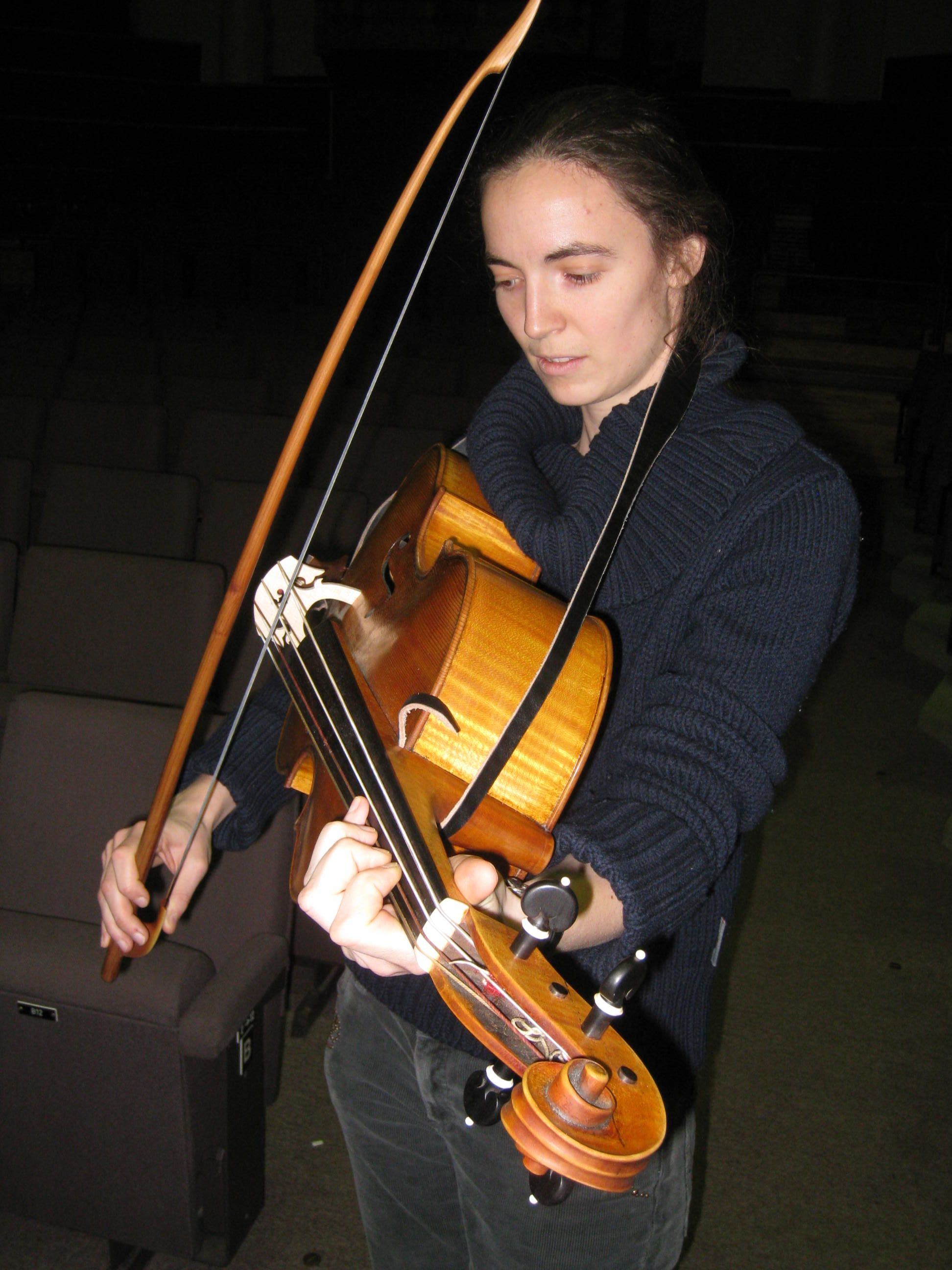
ヴィオラ・ダ・スパッラ

ヴィオロンチェロ・ダ・スパッラ（イタリア語: Violoncello da spalla）は、18世紀に用いられていた小型のチェロ。名称は「肩のチェロ」を意味し、ストラップで肩にかけて演奏する。ヴィオラ・ダ・スパッラ（Viola da spalla）とも呼ばれる。
ただし、ヨハン・フリードリヒ・ベルンハルト・カスパール・マイヤーは、1732年の著作の小型のバス・ヴァイオリン類（Violoncello, die Bassa Viola und Viola di Spala）についての解説で「それはストラップで胸につけて、あるいは右肩に載せて演奏される。しかし多くはそれを脚の間に保持する」と述べている。この場合、ヴィオラ・ダ・スパッラはチェロの同義語として扱われている。
18世紀後半にE.L.ゲルベルは、かつてヨハン・ゼバスティアン・バッハがヴィオラ・ポンポーサと称するヴィオラとチェロの中間の楽器を発明したと述べているが、これはヴィオロンチェロ・ダ・スパッラを指しているのかもしれない（バッハの発明ということは疑わしい）。